# Nero Island
Nero Island – niezamieszkana wyspa z archipelagu Wysp Belchera, w regionie Qikiqtaaluk, na terytorium Nunavut, w Kanadzie. Sąsiaduje m.in. z wyspami: Karlay Island, Mata Island, Dove Island, Fair Island, Bradbury Island, La Duke Island, Tukarak Island.